# Brykcy Sobocki
Brykcy Sobocki herbu Doliwa (zm. w 1549 roku) – kasztelan gostyniński w latach 1546-1549, podkomorzy łęczycki w latach 1542-1549, starosta rawski, dworzanin Zygmunta I Starego w 1536 roku, dworzanin konny służący w 6 koni królowej Elżbiety Habsburżanki, jej podczaszy w latach 1543-1544.